# Z Волка
Z Волка (лат. Z Lupi), HD 128033 — двойная звезда в созвездии Волка на расстоянии (вычисленном из значения параллакса) приблизительно 2797 световых лет (около 858 парсеков) от Солнца. Видимая звёздная величина звезды — от +12,6m до +10,5m.

## Характеристики
Первый компонент — красный гигант, углеродная пульсирующая медленная неправильная переменная звезда (LB) спектрального класса C4,3-C6,3(Na), или C5II, или C(Na). Масса — около 2,432 солнечных, радиус — около 350,887 солнечных, светимость — около 10035,8 солнечных. Эффективная температура — около 3288 K.
Второй компонент — коричневый карлик. Масса — около 37,63 юпитерианских. Удалён от главной компоненты на 2,011 а.е..